# San Juan Bautista (Paraguay)
San Juan Bautista, chiamata anche San Juan Bautista de las Misiones per distinguerla da San Juan Bautista de Ñeembucú, è una città del Paraguay, situata nel dipartimento di Misiones, di cui costituisce il capoluogo; la città dista 196 km dalla capitale del paese, Asunción.
La città è sede della Diocesi di San Juan Bautista de las Misiones, che comprende i dipartimenti di Misiones e di Ñeembucú.

## Popolazione
Al censimento del 2002 San Juan Bautista contava una popolazione urbana di 9.822 abitanti (16.563 nel distretto), secondo i dati della Dirección General de Estadística, Encuestas y Censos.

## Storia

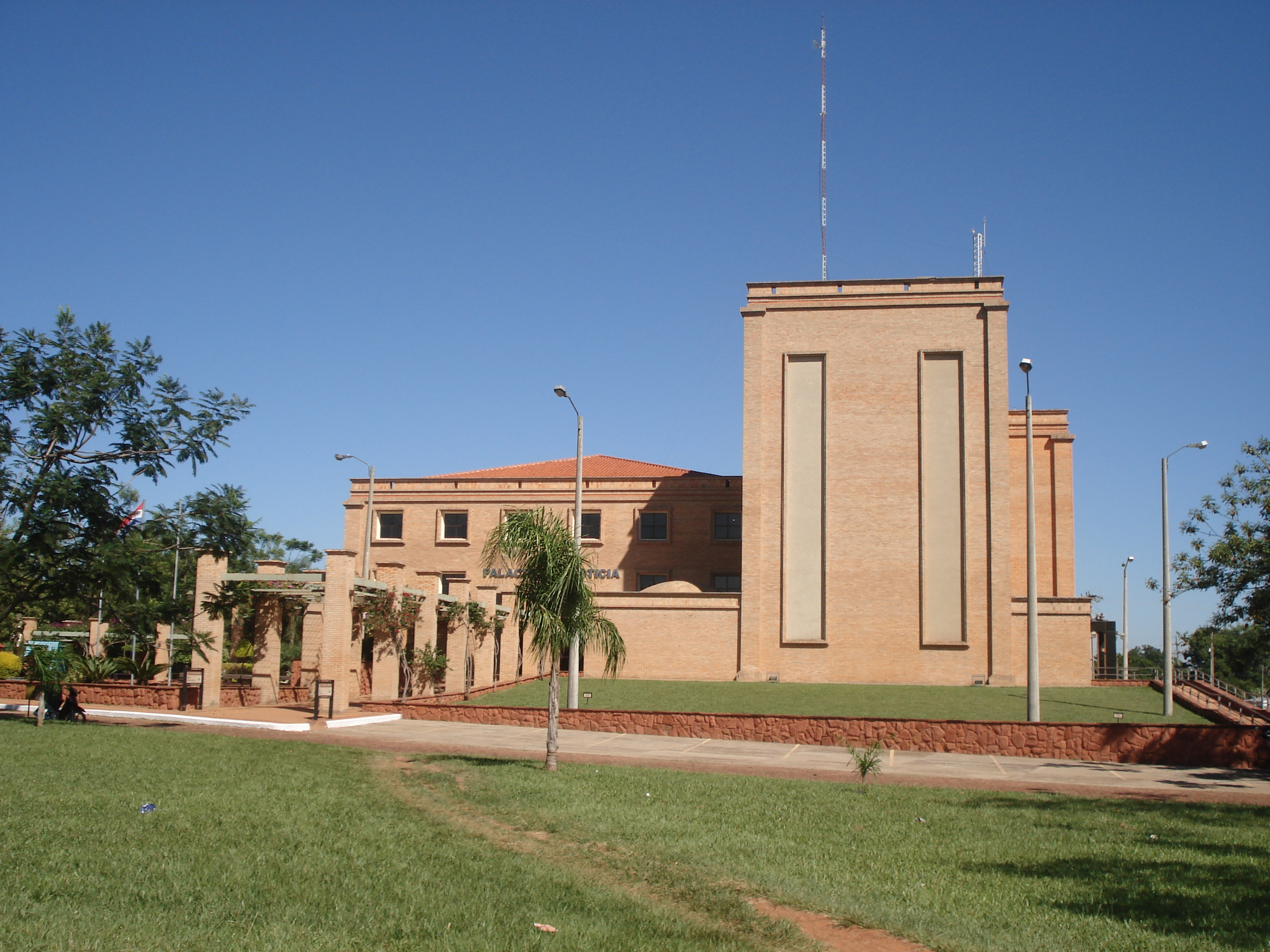
Edificio del Potere Legislativo

Il villaggio di San Juan fu elevato al rango di municipio il 26 gennaio 1893; dal 1945 è capitale del dipartimento di Misiones.